# ジェナイダ県
ジェナイダ県（ジェナイダけん）は、バングラデシュの南西部に位置する県である。クルナ管区の一部である。1964.77km2の面積を有する。北にクスティア県と、南にジョソール県や西ベンガル州(インド)と、東にラジバリ県やマグラ県と、西にチュアダンガ県や西ベンガル州とそれぞれ接している。

## 人口
ジェナイダ県の人口は2011年現在1,771,304人である。人口密度は901.5キロ平方メートルである。

## 行政区分
ジェナイダ県は６つの郡に分かれる。
- ジェナイダ・サダル郡
- マヘシュプール郡
- カリガンジ郡
- コッチャンドプール郡
- サイルクパ郡
- ハリナクンダ郡

## 宗教
ジェナイダ県にはムスリム教徒89.6%、その次にヒンドゥー教徒10.3%が存在している。